# Illawarra wisharti
Illawarra wisharti – gatunek pająka z infrarzędu ptaszników i rodziny Atracidae, jedyny z monotypowego rodzaju Illawarra. Endemit południowo-wschodniej Australii.

## Taksonomia
Rodzaj i gatunek typowy opisane zostały w 2010 roku przez Michaela Rolanda Graya na łamach „Records of the Australian Museum” w ramach rewizji podrodziny Atracinae (osiem lat później wyniesionej do rangi rodziny Atracidae). Jako lokalizację typową wskazano Nowrę w australijskiej Nowej Południowej Walii. Nazwa rodzajowa pochodzi od regionu Illawarra na południu wspomnianego stanu, gdzie występuje omawiany takson. Epitet gatunkowy nadano na cześć arachnologa Grahama Wisharta, który odłowił materiał typowy gatunku.

## Morfologia
Samce osiągają od 6,8 do 10,1 mm długości prosomy, a długość opistosomy (odwłoka) u holotypowego samca wynosi 7,9 mm. Paratypowa samica ma prosomę długości 8,1 mm i opistosomę długości 9,8 mm. W ubarwieniu obu płci dominuje zwykle brąz (od jasnego po ciemny) i występuje wyraźny wzór z jaśniejszych szewronów na wierzchu opistosomy.

### Prosoma
Karapaks jest dłuższy niż szerszy, na przedzie wąski, o części głowowej u samca wyniesionej słabo, a u samicy co najwyżej przeciętnie. Jamka jest silnie ku tyłowi odgięta, u samicy wcięta na przednim brzegu. W przednio-bocznych kątach karapaksu występuje tylko kilka bardzo słabych włosków. Rejon oczny pośrodku jest co najwyżej lekko wyniesiony. Oczy par środkowych rozmieszczone są na planie trapezu, u samicy niemal dwukrotnie szerszego w tyle niż na przedzie, u samca o ponad ⅓ w tyle szerszego. Szczękoczułki mają człon nasadowy mniej przysadzisty niż u innych Atracidae, o wąskiej bruździe z równoległymi krawędziami, z których przednia ma 6 lub 7 zębów, a tylna 13 zębów; w nasadowej części dna bruzdy znajduje się krótki szereg od 5 do 10 ząbków pośrodkowych. Warga dolna jest szersza niż dłuższa, na przednim brzegu wcięta, zaopatrzona w od 85 do 154 kuspuli. Sternum u samicy jest szerokie, u samca przeciętnej szerokości.
Kolejność par odnóży od najdłuższej do najkrótszej to IV, I, II, III u samca i I, IV, II, III u samicy. Pierwsza para jest grubsza od pozostałych, zwłaszcza u samic. Samce mają rozproszone kolce na goleniach i nadstopiach pierwszej i drugiej pary oraz liczne kolce na spodach stóp wszystkich par, w tym szeroki szereg pośrodkowy i kolce po bokach tego szeregu. Uda trzech pierwszych par u samca mają smukłe kolce grzbietowe, a pary ostatniej kolcowate szczecinki. Skopule na nadstopiach samców nie występują, a na stopach są co najwyżej bardzo słabo wykształcone. Pierwsza i druga para odnóży samców nie ma apofiz (haków), a nadstopia drugiej pary są tylko lekko dosiebnie zakrzywione. Odnóża pierwszej pary samicy są pozbawione kolców, mają częściowo zrośnięte ze stopą i klinowato w dosiebnej części zgrubiałe nadstopie oraz powiększone pazurki.

### Opistosoma
Opistosoma ma na wierzchu słabe szczecinki i skąpe owłosienie. Kądziołki przędne pary tylno-bocznej charakteryzują się stosunkowo krótkim członem wierzchołkowym.

### Narządy kopulacyjne
Nogogłaszczki samca mają trochę szerszą od uda rzepkę, tak szeroką jak długą, gruszkowatą część tegularną i szeroki, trójkątny rowek między tegulum a subtegulum, w którym niekiedy widoczna jest środkowa hematodocha. Embolus jest krótki, przeciętnie szeroki, przeciętnie gruby, delikatnie zakrzywiony, w części odsiebnej skręcony w stopniu słabym do przeciętnego.
Genitalia samicy zawierają dwie bardzo krótkie, nieznacznie tylko dłuższe niż szersze spermateki o bulwiasto rozszerzonych wierzchołkowych ⅔.

## Ekologia i występowanie
Pająk ten żyje w norkach wykopanych w wierzchniej warstwie gleby i spodniej warstwie ściółki oraz pod kamieniami i skałami. Są one wyściełane przędzą w stopniu bardzo słabym lub żadnym. Wylot norki znajduje się na poziomie gruntu i pozbawiony jest nici sygnałowych. Sam pająk wydziela charakterystyczną, mrówczą woń.
Gatunek endemiczny dla regionu Illawarra na południu australijskiej Nowej Południowej Walii.